# 颜西岳
颜西岳（1905年—1991年），男，福建金门人，归国华侨，中华人民共和国企业家、政治人物，曾任厦门市人大常委会副主任，厦门市人民政府副市长，厦门市政协副主席，第四、五、六、七届全国政协委员。